# 1264年
| 千纪： | 2千纪 |
| 世纪： | 12世纪 \| 13世纪 \| 14世纪                                                                                 |
| 年代： | 1230年代 \| 1240年代 \| 1250年代 \| 1260年代 \| 1270年代 \| 1280年代 \| 1290年代                           |
| 年份： | 1259年 \| 1260年 \| 1261年 \| 1262年 \| 1263年 \| 1264年 \| 1265年 \| 1266年 \| 1267年 \| 1268年 \| 1269年 |
| 纪年： | 甲子年（鼠年）；蒙古中统五年，至元元年；南宋景定五年；越南紹隆七年；日本弘長四年，文永元年                 |

## 大事记
- 中国
  - 宋理宗趙昀去世，皇子趙禥繼位，是為宋度宗。
  - 8月21日——忽必烈击败其弟弟阿里不哥，拖雷家族內戰結束。
  - 9月5日——忽必烈发布《建国都诏》，改燕京（今北京市）为中都，定为陪都，两都制正式形成。
  - 9月7日——忽必烈發佈《至元改元詔》，改中统五年為至元元年。
  - 十月，忽必烈初定太廟七室神主。
  - 忽必烈立總制院（1288年改名為宣政院），以總制院統領全國宗教事務並管轄吐蕃地區，以國師八思巴領之。
  - 忽必烈封八思巴為大寶法王。
- 歐洲
  - 加利西亞丹尼爾·羅曼諾維奇病逝，兒子施瓦爾恩·丹尼洛維奇繼承之。
  - 牛津大學墨頓學院成立。

## 出生
- 元順宗答剌麻八剌

## 逝世
- 10月2日——烏爾班四世，教皇（出生约1195年，69岁）
- 11月16日——宋理宗趙昀